# Pterolophia parvula
Pterolophia parvula är en skalbaggsart som beskrevs av Stefan von Breuning 1938. Pterolophia parvula ingår i släktet Pterolophia och familjen långhorningar. Inga underarter finns listade i Catalogue of Life.